# Mount Stuart House

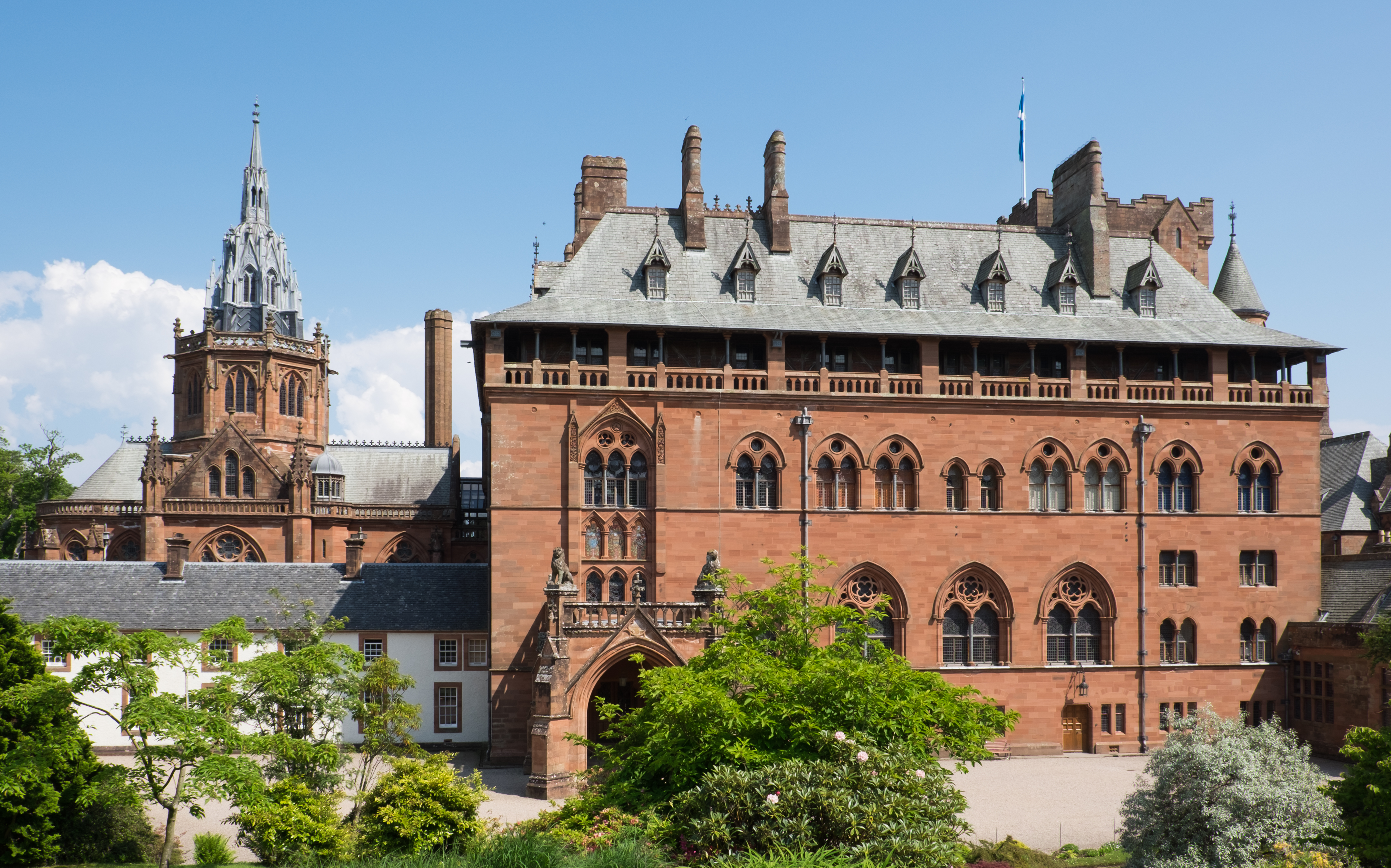
Frente oeste, mostrando una de las alas sobrevivientes de la casa anterior

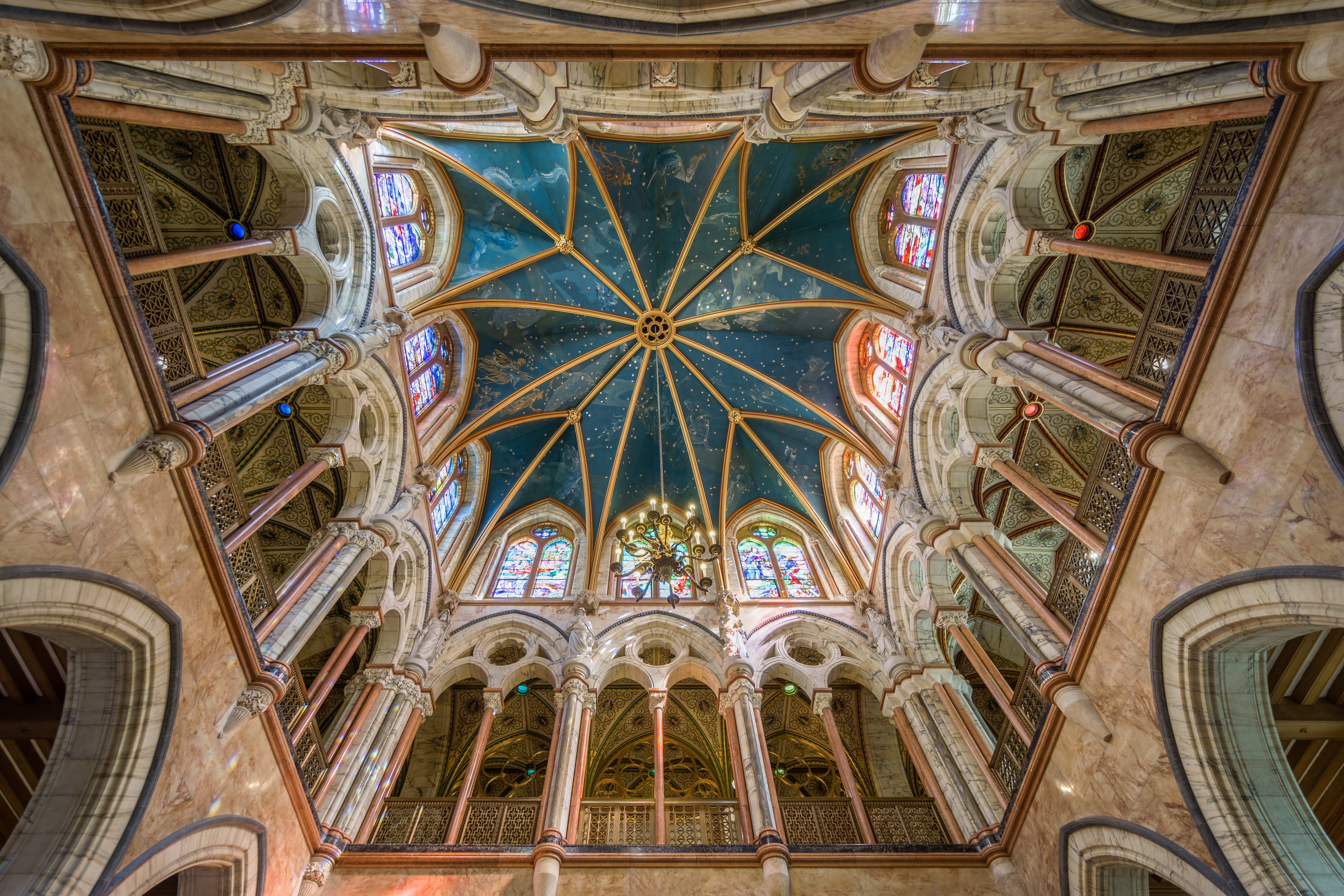
Mirando hacia arriba en el Salón de Mármol

Mount Stuart House, en la costa este de la isla de Bute, Escocia, es una casa de campo construida en estilo neogótico y el hogar ancestral de los marqueses de Bute. Fue diseñado por Sir Robert Rowand Anderson para el tercer marqués a fines de la década de 1870, reemplazando una casa anterior de Alexander McGill, que se incendió en 1877. Es un edificio catalogado de Categoría A.
Es la sede de los Estuardo de Bute, derivado del cargo hereditario "Steward of Bute" que ocupa desde 1157. La familia son descendientes directos por línea masculina de John Stewart, el hijo ilegítimo del rey Roberto II de Escocia, el primer rey Estuardo, y su amante, Moira Leitch. En virtud de esta descendencia, también son descendientes de Robert the Bruce, cuya hija Marjorie fue madre de Robert II por su matrimonio con Walter Stewart, 6th High Steward of Scotland.

## Historia

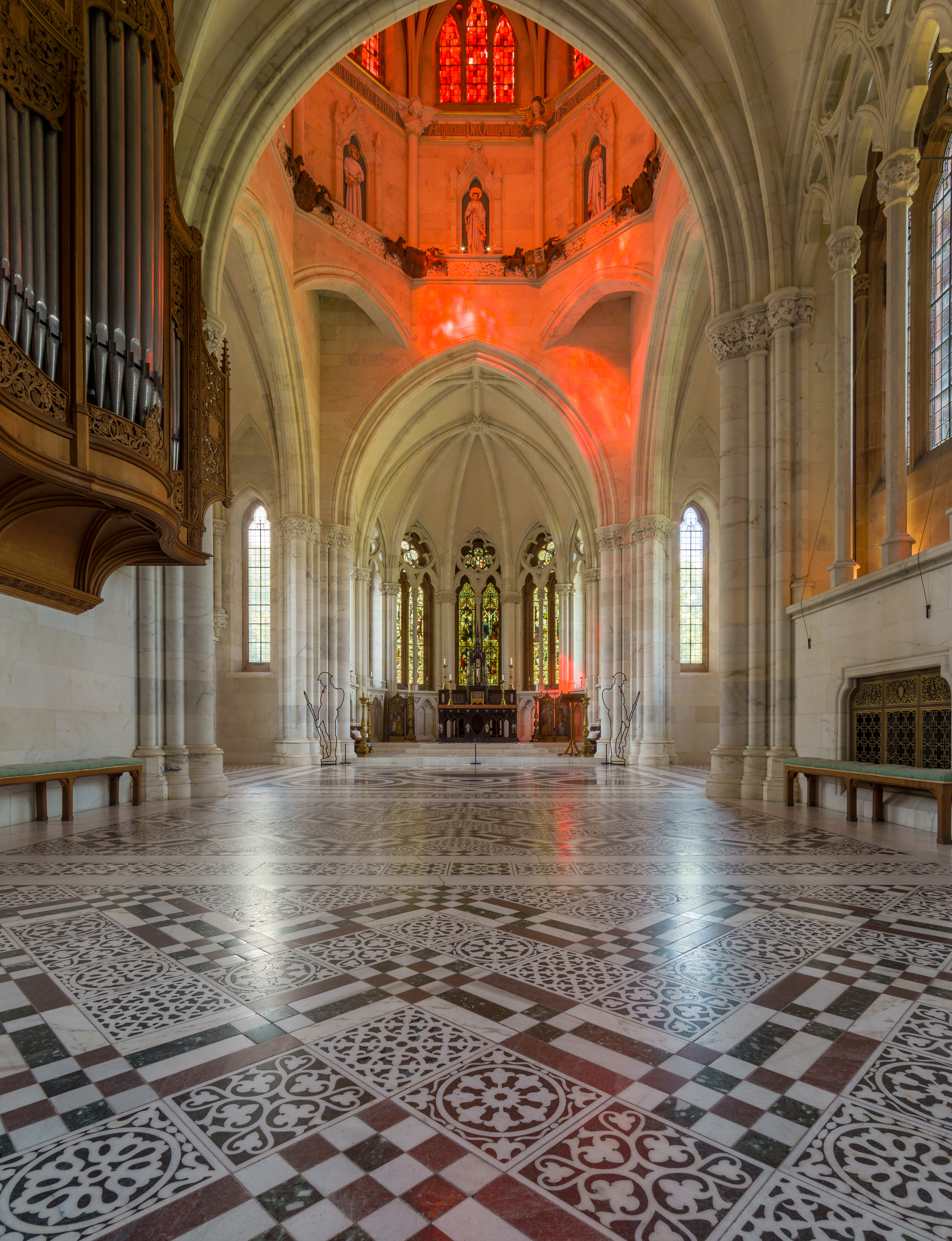
interior de la capilla

La casa original fue construida en 1719 para el segundo conde de Bute, pero fue reconstruida para el tercer marqués de Bute tras un incendio el 3 de diciembre de 1877. Después de sus creaciones anteriores del castillo de Cardiff y Castell Coch en Cardiff, el marqués utilizó muchos de los constructores y trabajadores que había empleado en el sur de Gales, incluido William Burges y gran parte del equipo de ese arquitecto. Burges construyó un oratorio en la casa. La parte principal del edificio actual es un ejemplo extravagante de la arquitectura neogótica del siglo XIX, construida en piedra de color marrón rojizo. Sus principales características incluyen el Salón de Mármol con columnatas en el centro del bloque principal y la Capilla de Mármol, que tiene una elaborada torre en forma de aguja que es la parte más alta del edificio. Sobreviven dos alas anteriores en un estilo sorprendentemente diferente. Son mucho más pequeños en escala, tienen ventanas de guillotina de estilo georgiano y están pintados de blanco.
Gran parte del mobiliario fue diseñado a medida por Robert Weir Schultz en los primeros años del siglo XX. El también trazó muchas secciones de los jardines.
Posee la primera piscina climatizada del mundo en una casa; y, también fue la primera casa en Escocia iluminada con electricidad.
Alberga The Bute Collection, una colección privada de obras de arte y artefactos. La colección también alberga archivos, libros, muebles y platería que reflejan los intereses de las distintas generaciones de la familia Bute, incluidos 25 000 libros sobre temas que incluyen teología, botánica, agricultura,historia escocesa y literatura. En abril de 2016 se anunció que allí se había descubierto un primer folio de Shakespeare en su biblioteca. El folio pertenecía a Isaac Reed.
Está abierta al público.

## Otras lecturas
- Sello, Gavin (1981). Robert Weir Schultz, arquitecto y su trabajo para los marqueses de Bute: un ensayo.